# Pınarönü
Pınarönü ist ein Dorf im Landkreis Beyağaç der türkischen Provinz Denizli. Pınarönü liegt etwa 88 km südwestlich der Provinzhauptstadt Denizli und 16 km nordwestlich von Beyağaç. Pınarönü hatte laut der letzten Volkszählung 118 Einwohner (Stand Ende Dezember 2010).